# Habitatge al carrer Lleida, 10 (Sarroca de Lleida)
L'Habitatge al carrer Lleida, 10 és una obra noucentista de Sarroca de Lleida (Segrià) inclosa a l'Inventari del Patrimoni Arquitectònic de Catalunya.

## Descripció
Habitatge singular de planta baixa, pis i golfa que sembla respondre a les mateixes característiques estilístiques de promoció i direcció d'obra. És de forja senzilla però molt ben feta i aplacat de rajola envernissada en blau.